# Mészáros Rea
Mészáros Rea (Vác, 1994. április 14. –) magyar válogatott kézilabdázó, beállós. 

## Pályafutása

### Klubcsapatokban
2019 decemberáében Vácra igazolt. 2020. augusztus 3-án jelentette be, hogy izületei nem bírják az élsporttal járó terhelést és ezért visszavonul.

## Sikerei, díjai
- Magyar bajnokság:
  - Bajnok: 2015
  - 2. hely: 2016, 2017, 2018
- Magyar Kupa:
  - Győztes: 2017